# NFL Fantasy Files
NFL Fantasy Files – amerykański cykl reklam wyemitowanych w internecie m.in. za pośrednictwem serwisu YouTube, który przedstawia umiejętności zawodników Narodowej Ligi Futbolowej, z różnych drużyn. W każdym odcinku prezentowany jest jeden gracz, stąd też liczba osób zaproszonych do projektu pokrywa się z liczbą epizodów. Miejscem akcji reklamy jest zazwyczaj boisko do gry, ale zawodnicy pojawiali się również w innych miejscach, takich jak dominikański kościół, plaża, plac budowy, czy parking przed posiadłością jednego z nich.